# ستيف كولبايرت
ستيف كولبايرت (13 سبتمبر 1986 بإيتربيك في بلجيكا - ) هو لاعب كرة قدم بلجيكي في مركز الدفاع. شارك مع منتخب بلجيكا تحت 19 سنة لكرة القدم ومنتخب بلجيكا تحت 21 سنة لكرة القدم ومنتخب بلجيكا لكرة القدم. أما مع النوادي، فقد لعب مع رويال أنتويرب وزولته فاريجيم ونادي بروكسل.

## مسيرته الكروية
لعب ستيف كولبايرت خلال مسيرته الاحترافية مع 3 أندية في أربعة عشر موسمًا وسجل خلالها هدفين أثنين ضمن 315 مباراة. ولم يفز بأي موسم بالكأس أو بالدوري.
خاض ستيف كولبايرت مسيرته مع نادي بروكسل في موسم 2004–05 ليلعب معه أربعة مواسم، مشاركًا في 61 مباراة سجل خلالها هدفًا واحدًا. ثم انتقل إلى نادي زولته فاريجيم في موسم 2008–09 ليلعب معه سبعة مواسم، حيث شارك في 205 مباراة ولم يسجل أي هدف. لينتقل بعدها إلى نادي رويال أنتويرب في موسم 2015–16 واستمر معه طيلة ثلاثة مواسم، مشاركًا في 49 مباراة سجل خلالها هدفًا واحدًا.

## وصلات خارجية
- ستيف كولبايرت على موقع الاتحاد البلجيكي (الإنجليزية)
- ستيف كولبايرت على موقع قاعدة بيانات كرة القدم.إي يو (الإنجليزية)
- ستيف كولبايرت على موقع ناشيونال فوتبول تيمز (الإنجليزية)
- ستيف كولبايرت على موقع Soccerway.com (الإنجليزية)
- ستيف كولبايرت على موقع عالم كرة القدم.نت (الإنجليزية)
- ستيف كولبايرت على موقع AS.com (الإسبانية)